# Rustadkollen
Rustadkollen är ett berg på Bouvetön (Norge). Den ligger i den sydvästra delen av landet, längst västerut på Vogtkysten. Toppen på Rustadkollen är 340 meter över havet.